# 2011 у Тернополі
| Роки в Тернополі: ← · 2000 · 2001 · 2002 · 2003 · 2004 · 2005 · 2006 · 2007 · 2008 · 2009 · 2010 · 2011 · 2012 · 2013 · 2014 · 2015 · 2016 · 2017 · 2018 · 2019 · 2020 · 2021 · 2022 · 2023 · 2024 Див. також: XIX століття · XX століття |

## Річниці

### Річниці заснування, утворення
- 140 років із часу заснування Тернопільської чоловічої учительської семінарії (1871).
- 45 років із часу заснування Тернопільського національного економічного університету (30.06.1966).
- 20 років із часу заснування Тернопільського обласного художнього музею (1.05.1991).

### Річниці від дня народження
- 2 квітня — 120 років від дня народження польського історика літератури, критика, бібліографа, видавця Станіслава Ляма (1891—1965).
- 29 квітня — 130 років від дня народження української драматичної актриси, співачки Катерини Рубчакової (1881—1919).
- 15 червня — 75 років від дня народження українського актора, співака Володимира Ячмінського (нар. 1936).
- 18 червня — 75 років від дня народження українського письменника, публіциста, педагога, журналіста «Тернополя вечірнього» Арсена Паламара (нар. 1936).
- 20 липня — 75 років від дня народження українського поета Бориса Демківа (1936—2001).
- 17 грудня — 95 років від дня народження українського журналіста, редактора, письменника Миколи Костенка (1916—1976).

## З'явилися
- «Пшеничне перевесло» — вокальний гурт;
- Факультет по роботі з іноземними студентами ТНТУ імені Івана Пулюя;
- Тернопільська школа-колегім Патріарха Йосифа Сліпого, до того існувала як Тернопільська загальноосвітня школа № 12,
- 28 серпня — на вулиці Гетьмана Сагайдачного відкрита пам'ятна Алея зірок;
- 30 вересня — на подвір'ї Тернопільської загальноосвітньої школи № 14 встановлено погруддя Богдана Лепкого.